# Ананьева, Наталия Борисовна
Ната́лия Бори́совна Ана́ньева (род. 5 января 1946, Ленинград, РСФСР СССР) — российский ученый-зоолог, герпетолог, специалист по систематике, филогении и биогеографии земноводных и пресмыкающихся Евразии, а также по вопросам сохранения их биоразнообразия.

## Биография
Н. Б. Ананьева родилась в Ленинграде в семье советского психолога, профессора Бориса Герасимовича Ананьева 5 января 1946 года.
В 1968 году поступила в аспирантуру Зоологического института АН СССР после окончания Ленинградского университета.
В 1971 году была зачислена в штат лаборатории орнитологии и герпетологии младшим научным сотрудником. 

В 1973 году защитила кандидатскую диссертацию на тему «Эколого-морфологический анализ пяти видов симпатрических пустынных ящериц рода Eremias».
В 1993 году после защиты докторской диссертации — «Филогения агамовых ящериц и эволюция палеарктических агамид» становится ведущим научным сотрудником.
С 1996 года Н. Б. Ананьева возглавляет лабораторию орнитологии и герпетологии (1997—2000 гг. — объединённую лабораторию наземных позвоночных).
С 2006 по 2017 год Наталия Борисовна — заместитель директора по научной работе Зоологического института РАН (ЗИН РАН). Она занималась курированием ключевой деятельности института — научными планами и отчётами, кадровыми вопросами, издательской деятельностью.

## Научная и педагогическая деятельность
Н. Б. Ананьева — один из ведущих в мире специалистов в области морфологии, экологии и систематики рептилий. В настоящее время основное внимание учёного уделено изучению таксономической морфологии и филогении палеарктических и ориентальных агамовых ящериц. Ею опубликовано около 350 печатных работ. Среди них статьи в ведущих научных журналах, разделы в международных сводках, материалы международных конференций и 9 монографий. Она является одним из самых цитируемых герпетологов в России. В 2017 году Президиум РАН принял решение присудить Н. Б. Ананьевой Премию имени Е. Н. Павловского за серию работ по систематике, филогении и биогеографии пресмыкающихся Евразии.
Наталия Борисовна ведёт большую консультационную и научно-педагогическую работу, за которую в 2008 году получила звание профессора по специальности «Зоология». Под её руководством подготовлено и защищено 8 кандидатских диссертаций и более 10 магистерских диссертаций. В 2004—2008 гг. она возглавляла Государственную аттестационную комиссию по направлению «Биология» при Санкт-Петербургском государственном университете.
Н. Б. Ананьева — председатель комиссии по приему вступительных экзаменов в аспирантуру Зоологического института, член Ученого совета ЗИН РАН и Специализированного ученого совета по защите диссертаций при ЗИН РАН, член федерального реестра экспертов научно-технической сферы образования и науки РФ. Она является также руководителем ряда проектов РФФИ.
Исследования Н. Б. Ананьевой широко известны за пределами России, она — руководитель многих российских и международных проектов, эксперт международного герпетологического сообщества. В течение многих лет Наталия Борисовна руководит рабочей группой по амфибиям и рептилиям Северной Евразии Международного Союза охраны природы и выступает как эксперт комиссии по выживанию видов МСОП, участвует в совместных научных программах с учеными КНР, Вьетнама, Тайваня, Ирана, Испании, Германии, Франции и США. Под её руководством было организовано более 10 международных герпетологических конференций и съездов.

## Членство в научных обществах
- Герпетологическое общество имени А. М. Никольского (президент 2006—2012)
- Европейское герпетологическое общество, Societas Europaea Herpetologica Архивная копия от 7 марта 2022 на Wayback Machine (президент 2001—2009)
- Почётный член Американского общества ихтиологов и герпетологов, American Society of Ichthyologists and Herpetologists Архивная копия от 6 августа 2021 на Wayback Machine

## Редакционная деятельность
- Главный редактор журнала «Russian Journal of Herpetology» Архивная копия от 7 января 2018 на Wayback Machine
- Главный редактор журнала «Современная герпетология» Архивная копия от 17 февраля 2018 на Wayback Machine
- Главный редактор журнала «Труды Зоологического института РАН» Архивная копия от 2 февраля 2018 на Wayback Machine
- Заместитель главного редактора журнала «Asian Herpetological Research (AHR)» Архивная копия от 13 января 2018 на Wayback Machine
- Член редколлегии журнала «Current Herpetology»
- Член редколлегии журнала «Salamandra» Архивная копия от 2 марта 2022 на Wayback Machine
- Член редколлегии журнала «Збірник праць зоологічного музею» Архивная копия от 5 февраля 2018 на Wayback Machine
- Член редакционного совета журнала «Вестник Томского государственного университета. Биология» Архивная копия от 28 января 2018 на Wayback Machine
- Председатель редколлегии журнала «RusTerra Magazine»

## Область научных интересов
Морфология, филогения, охрана, биогеография амфибий и рептилий Палеарктики и Юго-Восточной Азии.

## Регионы полевых исследований
Кавказ, Средняя Азия, Казахстан, Иран, Турция, Монголия, Вьетнам, Китай, Австралия.

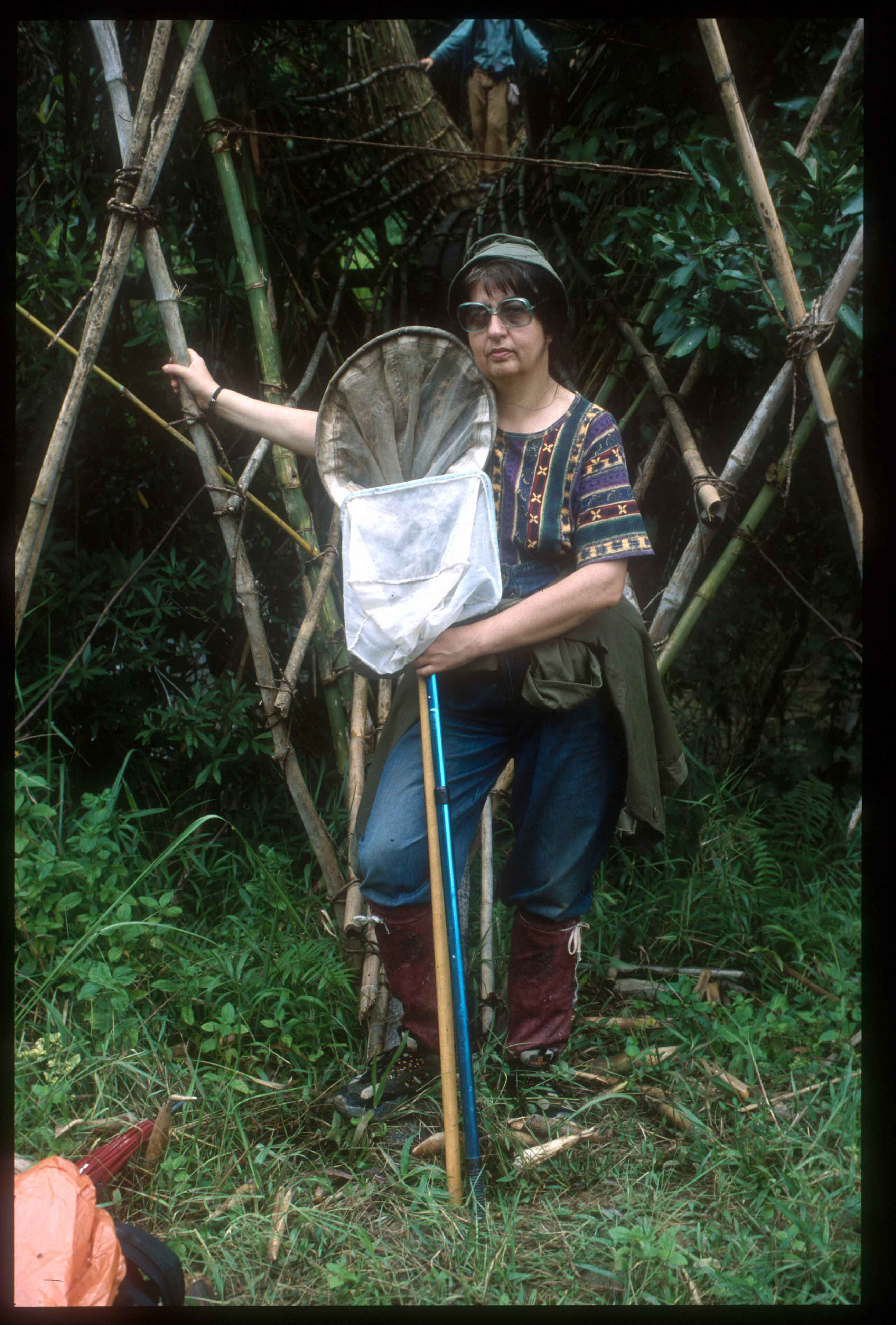
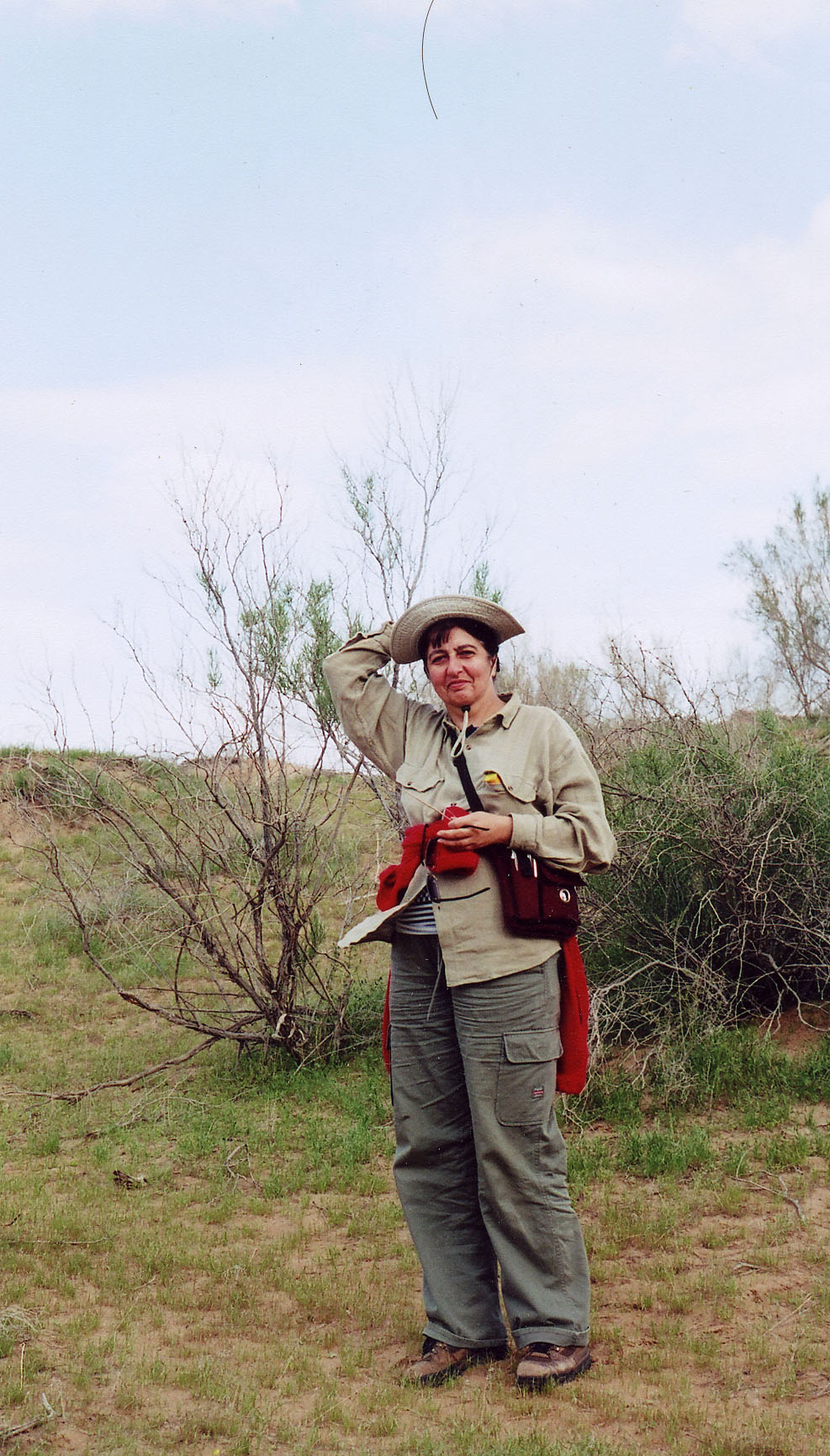

## Описанные виды
Наталия Борисовна Ананьева принимала участие в описании 18 видов пресмыкающихся: